# Nachal Mivsam
Nachal Mivsam (hebrejsky נחל מבשם nebo נחל מיבשם) je vádí v jižním Izraeli, v centrální části Negevské pouště.
Začíná v nadmořské výšce okolo 300 metrů jižně od vesnice Chacerim jihozápadně od města Beerševa. Směřuje pak k severozápadu kopcovitou pouštní krajinou. Ústí zleva do vádí Nachal Be'erševa.